# Andangerd
Andangerd (persiska: اندنگرد) är en ort i Iran.   Den ligger i provinsen Khorasan, i den nordöstra delen av landet, 800 km öster om huvudstaden Teheran. Andangerd ligger 1 060 meter över havet och antalet invånare är 235.
Terrängen runt Andangerd är platt åt sydväst, men åt nordost är den kuperad.Runt Andangerd är det ganska glesbefolkat, med 24 invånare per kvadratkilometer. Närmaste större samhälle är Rashtkhvār, 14,2 km nordväst om Andangerd. Trakten runt Andangerd är ofruktbar med lite eller ingen växtlighet.